# Trapped (série télévisée)
Pour les articles homonymes, voir Trapped.
Trapped (Ófærð) est une série télévisée islandaise créée par Baltasar Kormákur et diffusée depuis le 27 décembre 2015 sur RÚV.
En France, la première saison du feuilleton est diffusée du 8 au 22 février 2016 sur France 2, dans une version remontée de deux épisodes de 90 minutes et six épisodes de 52 minutes. Elle est aussi disponible sur Netflix, dont la troisième saison est intitulée Entrapped.

## Synopsis
À Seyðisfjörður, un village du Nord-Est de l'Islande, un cadavre mutilé est retrouvé dans le port local, juste après l'arrivée d'un ferry international en provenance du Danemark. Andri, le chef de la police locale (lögregla en islandais,,is:lögregla), commence l'enquête sur ce crime très violent en attendant les renforts de Reykjavik. Mais le blizzard se lève et le village se retrouve coupé du monde. Les habitants et les passagers du ferry sont à la fois suspects et livrés à un mystérieux assassin.

## Distribution
- Ólafur Darri Ólafsson (VF : Stefan Godin) : Andri, chef de la police locale
- Ilmur Kristjánsdóttir (is) (VF : Hélène Bizot) : Hinrika, policière
- Ingvar E. Sigurðsson (VF : Philippe Vincent) : Ásgeir, policier
- Þorsteinn Gunnarsson (VF : Georges Claisse) : Eiríkur, père d'Agnes
- Nína Dögg Filippusdóttir (VF : Rafaèle Moutier) : Agnes, ex-femme d'Andri
- Bjarne Henriksen (VF : José Luccioni) : Carlsen, capitaine du ferry
- Baltasar Breki Samper (en) (VF : Donald Reignoux) : Hjörtur
- Pálmi Gestsson (is) (VF : François Dunoyer) : Hrafn, maire du village
- Jóhann Sigurðarson (is) (VF : Patrick Raynal) : Leifur, directeur de la poissonnerie
- Björn Hlynur Haraldsson (VF : Jean-Philippe Puymartin) : Trausti, brigade criminelle de Reykjavik
- Þorsteinn Bachmann (en) (VF : Gérard Darier) : Sigurður, directeur du port
- Sigrún Edda Björnsdóttir (is) : Kolbrún, femme de Hrafn
- Steinunn Ólína Þorsteinsdóttir (en) (VF : Véronique Alycia) : Aldís, directrice de l'école

- Version française[5] :
  - Société de doublage : Dubbing Brothers
  - Direction artistique : Déborah Perret
  - Adaptation des dialogues : Margaux Lamy, Olivier Delebarre et Vanessa Azoulay

 Source et légende : version française (VF) sur RS Doublage

## Production

### Développement
Baltasar Kormákur a l'idée de créer une série sur « un crime commis dans une petite ville coupée du reste du monde ». Il veut mettre en scène « un homme ordinaire […] confronté à une situation extraordinaire ». Il situe l'histoire dans son pays natal, l'Islande, et décide d'utiliser le climat local, notamment le blizzard.
La série est la plus chère jamais produite en Islande : elle a coûté un milliard de couronnes, soit près de 6,5 millions d'euros en 2015, alors que les productions habituelles coûtent entre 100 et 200 millions de couronnes,.
Le tournage a lieu à l'hiver 2015 dans la capitale islandaise Reykjavik et dans les villages reculés de Seyðisfjörður, lieu de l'action, et Siglufjörður,.

Lieux de tournage
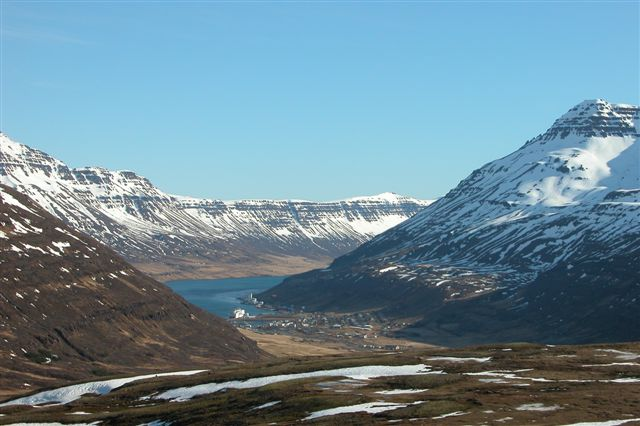
Seyðisfjörður au fond d'un fjord.
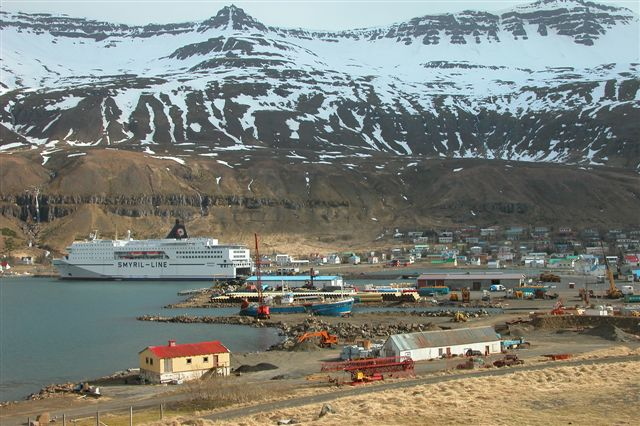
Ferry dans le port de Seyðisfjörður.
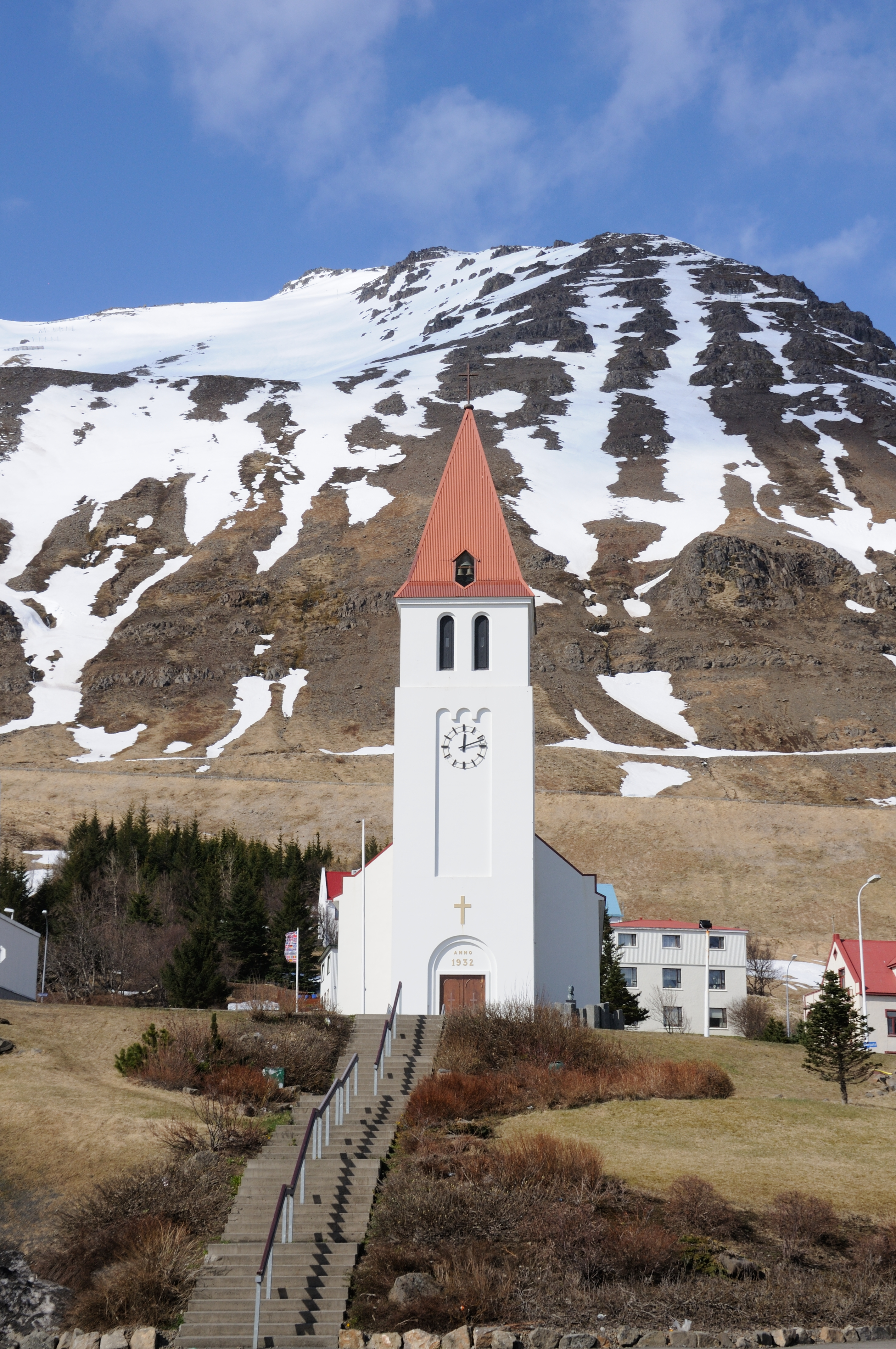
L'église de Siglufjörður.

### Fiche technique
- Titre original : Ófærð
- Titre international : Trapped
- Création : Baltasar Kormákur
- Réalisation : Óskar Thór Axelsson, Baldvin Zophoníasson, Baltasar Kormákur et Börkur Sigþórsson
- Scénario : Sigurjón Kjartansson (en) et Clive Bradley (en)
- Décors : Atli Geir Grétarsson
- Costumes : Helga Róss V. Hannam
- Photographie : Bergsteinn Björgúlfsson
- Montage : Elísabet Ronaldsdóttir (is) et Sigvaldi J. Kárason
- Musique : Jóhann Jóhannsson, Hildur Guðnadóttir et Rutger Hoedemaekers
- Casting : Selma Björnsdóttir
- Production : Baltasar Kormákur et Magnús Viðar Sigurðsson
- Production exécutifs : Klaus Zimmermann et Daniel March
- Sociétés de production : RVK Studios (en)
  - en association avec RÚV, ZDF, France Télévisions, DR, SVT, NRK, Yle et BBC
- Sociétés de distribution : Dynamic Television
- Pays d'origine : Islande
- Langue originale : Islandais, anglais
- Format : couleur - 16/9
- Genre : Drame, policier, thriller
- Durée : 520 minutes (8 h 40)

### Diffusion internationale
- Allemagne : ZDF[13] ;
- Danemark : DR1[14] ;
- Finlande : Yle Fem[14] ;
- France : France 2 ;
- Irlande : RTÉ Two[15] ;
- Norvège : Innesperret sur NRK1[16] ;
- Royaume-Uni : BBC Four[17] ;
- Suède : SVT[14].

## Épisodes

### Première saison TRAPPED (2015)
Les épisodes, sans titres, sont numérotés de un à dix.

### Deuxième saison TRAPPED (2019)
En 2019, la chaîne publique RÚV diffuse les dix épisodes de la deuxième saison. France 2 la diffuse à son tour à partir du 25 mars 2019 à 21 h 10.
Les épisodes, sans titres, sont numérotés de un à dix.

### Troisième saison ENTRAPPED (2022)
La troisième saison de huit épisodes a été diffusée du 17 octobre au 5 décembre 2021. Elle a été remontée en six épisodes pour Netflix.

## Accueil

### Audiences
En Islande, le premier épisode réalise la meilleure audience de la télévision locale : il est suivi par 132 000 téléspectateurs, soit 90 % de part d'audience. Le second épisode attire 141 000 Islandais, soit 91 % de part de marché.
En France, le premier épisode attire 5,05 millions de téléspectateurs, soit 18,5 % de part d'audience. Le second épisode diffusé en deuxième partie de soirée est suivi par 3,57 millions de téléspectateurs, soit 21,9 % du public. La semaine suivante, la série perd près d'un million de fidèles. Le troisième épisode est vu par 4,14 millions de téléspectateurs, le quatrième par 3,73 millions et le cinquième par 3,18 millions.
Pour la troisième et dernière soirée sur France 2, la série enregistre une audience de près de 3,720 millions de téléspectateurs, soit 13,8 % de part d'audience pour le sixième épisode. Le septième quant à lui enregistre 3,559 millions de téléspectateurs, soit 13,8 % de part d'audience et le huitième et dernier épisode 3,319 millions de téléspectateurs, soit 16,4 % de part d'audience.

### Réception critique
Pour Télérama, la série est un « Dix Petits Nègres givré, classique et efficace ». Les paysages grandioses « accentuent le caractère dramatique et oppressant » du huis clos. Les personnages gagnent peu à peu en épaisseur, et l'histoire « mêle finement affaire criminelle et déboires intimes ».
Pour Pierre Sérisier, du Monde, « la série est entre Wallander et le roman gothique. L'atmosphère exploite l'étrange et le mystère pour mettre le spectateur mal à l'aise et le placer dans une position d'inquiétude. La lenteur permet de bien définir les personnages, d'apprécier les enjeux et d'installer un suspense ».